# 2009年7月臺灣
| << | 2009年7月 （民國98年） | >> |    |    |    |    |
| \| 日 \| 一 \| 二 \| 三 \| 四 \| 五 \| 六 \| \| \| \| \| 1 \| 2 \| 3 \| 4 \| \| 5 \| 6 \| 7 \| 8 \| 9 \| 10 \| 11 \| \| 12 \| 13 \| 14 \| 15 \| 16 \| 17 \| 18 \| \| 19 \| 20 \| 21 \| 22 \| 23 \| 24 \| 25 \| \| 26 \| 27 \| 28 \| 29 \| 30 \| 31 \| \| \| \| \| \| \| \| \| \| |                        |    |    |    |    |    |
| 臺灣新聞動態／維基新聞 |                        |    |    |    |    |    |
| 世界／中国大陆／臺灣 |                        |    |    |    |    |    |
| 日 | 一                     | 二 | 三 | 四 | 五 | 六 |
| |                        |    | 1  | 2  | 3  | 4  |
| 5 | 6                      | 7  | 8  | 9  | 10 | 11 |
| 12 | 13                     | 14 | 15 | 16 | 17 | 18 |
| 19 | 20                     | 21 | 22 | 23 | 24 | 25 |
| 26 | 27                     | 28 | 29 | 30 | 31 |    |
| |                        |    |    |    |    |    |

## 7月31日
- 大法官會議作出釋字第664號解釋，認定《少年事件處理法》中「逃學逃家少年須收容在少年觀護所」的相關條文違憲，認定逃學逃家少年但未犯罪者，不需關在形同監獄的少年觀護所，原條文自本日起1個月內失效。自由時報釋字第664號
- 曾因馬英九特別費案入獄服刑的前台北市政府秘書余文，在出獄後以最高評等獲得台北市政府兵役處的工作，今天開始上班。自由時報 中國時報（页面存档备份，存于）

## 7月30日
- 全民健保將針對部分疾病引入DRGs制度，依照這個制度，只要是相同病的病人，健保局都會給醫院相同金額的給付。由於同一種疾病的治療難度因人而異，許多民眾及醫療人員質疑這個制度會讓醫院拒收較難治療的患者（如高齡者、病情複雜者），也會讓病患過早出院。自由時報 NOWnews（页面存档备份，存于） 中國時報[永久]

## 7月28日
- 中央政府二○○八年度總決算審核報告出爐，審計部點名馬劉政府的全面募兵制、消費券發放、開放中國觀光客來台及活路外交等政策，有執行不力、成效不彰或規劃失當等問題。自由時報 中央社
- ＰＣ（聚碳酸酯樹脂類）材質製造的嬰兒奶瓶因可能溶出有害的雙酚Ａ（ＢＰＡ），民間團體疾呼管制多年後，衛生署日前比照歐盟標準，預告ＰＣ奶瓶的雙酚Ａ溶出量不得超過30ppb。自由時報
- 日前一名外籍人士涉嫌在台灣迷姦一名女性，警察在偵訊後釋回，該嫌犯隨即搭機離台，受害者家屬相當不滿。台灣蘋果日報[永久]

## 7月27日
- 民進黨開除參與國共論壇的許榮淑及范振宗，民進黨在事前就一致認為該論壇統戰性質濃厚、參加違背應有分際，且認為此兩人事後亦不認錯。民進黨不反對與中國來往經商或在中國就學，但需要避免被統戰，例如現任或過去曾擔認過黨公職的民進黨黨員都不宜去中國大陸參與任何中共官方所舉辦的活動；所以民進黨對「民視連續劇在中國很受歡迎、也與中國合作拍戲」及「民進黨現任立委的老公在中國就學」的事實無反感。民進黨承認民進黨對中政策及相關標準仍須討論，但此開除此兩人黨籍毫無爭議；而民進黨原本給兩人的處罰是停權，但引發內部各派系不滿，認為處罰過輕。自由時報
- 一名竊盜犯經由DNA比對後發現涉嫌三起性侵案，但檢察官仍允許交保。中國時報[永久]
- 今日加權股價指數收盤行情：

 上漲55.15點／成交價：7028.43點／成交量：新台幣1123.49億元

## 7月26日
- 前天，威廉瓊斯盃國際籃球邀請賽，在台灣爆發各國球員疑似集體食物中毒事件，至少有5隊18名球員發生疑似食物中毒的症狀，日、韓、伊朗、黎巴嫩及中華隊都有人遭殃，迫使部份球員不敢再於住宿的「王朝大酒店」內用餐。主辦單位中華民國籃球協會為王朝大酒店掛保證，聲稱非食物中毒，只是急性腸胃炎。

- 國民黨的黨主席1人同額選舉，曾經一度號稱百萬黨員，但如今只剩總選舉人數53萬3739人，投票率57.79%，得票數28萬5354人，得票數93.87%。因為上午還投票人數低到太難看，怕影響社會觀感與當選者日後的權力基礎，各國民黨各地方黨部下達動員令，總算做出得票數28萬5354人的業積。

## 7月25日
- 越南製鱷魚蚊香，驗出超量戴奧辛，猜測為越戰橙劑殘留，產品在回收中。自由時報
- 在本月初，台北市雙溪旁的農藥倉庫發生火警，消防員未知火警地點為農藥倉庫，灌救時順勢將劇毒全沖進河裡，不但導致魚群暴斃，而且整條河川也受到汙染；但是台北市政府完全沒有公告溪流受污染，因此仍有民眾在污染的溪流釣魚。NOWnews

## 7月23日
- 馬政府、中國及部分媒體一直宣揚對台灣有很大好處的「中國家電下鄉」至目前的銷售統計為，台灣品牌業績幾近於零、台灣零組件商額外受益極低。自由時報-1自由時報-2
- 警方偵破一起姊弟戀命案，該嫌犯於犯案數日前曾兩度違反保護令、並毆打死者，故檢方曾申請羈押，但法官裁定交保，該嫌犯在交保後犯下此命案。NOWNews（页面存档备份，存于）

## 7月22日
- 官方統計的失業率已經達到5.94%，是30年來的新高，廣義失業率更超過7.48%，今年1~5月平均月薪也少3629元。自由時報
- 今日加權股價指數收盤行情：

 上漲31.98點／成交價：6985.32點／成交量：新台幣1451.51億元

## 7月21日
- 謠言指稱鴻海董事長郭台銘，遭美國國稅局追討高額逃稅稅金，使得鴻海股票盤中下殺，終場下跌4元，收在111元。鴻海表示，某些人藉由散播不實訊息，意圖影響股價。

- 今日加權股價指數收盤行情：

 上漲14.48點／成交價：6953.34點／成交量：新台幣1510.10億元

## 7月20日
- 今日加權股價指數收盤行情：

 上漲87.87點／成交價：6938.86點／成交量：新台幣1436.79億元

## 7月18日
- 台灣勞動權益在最近一兩年又大幅下降：不當的補貼薪資政策又拉低年輕人的薪資、拉高中老年人的失業率，政府機關依然默許資方惡意開除、拖欠薪資、變相減薪；引發反22k奴隸政策遊行。活動廣告（页面存档备份，存于）

## 7月16日
- 為避免變相承認台灣/中華民國，中國隊技術性迴避2009年世界運動會開幕儀式。自由時報
- 今日加權股價指數收盤行情：

 上漲41.70點／成交價：6780.3點／成交量：新台幣1500.04億元

## 7月15日
- 一架F-5F戰機失事墜海，殘骸已經尋獲。自由時報

## 7月14日
- 凌晨2時05分，花蓮秀林地震觀測站的東方57公里海底深度9.4公里，發生芮氏規模6.3強震，是2009年台灣第一起超過6級的地震。
  - 各地震度分別為
    - 宜蘭南澳4級
    - 花蓮、基隆、台北、桃園、新竹、台中港、南投為3級
    - 台東、苗栗、台中市、彰化、斗六、嘉義、台南為2級
    - 高雄、台南、屏東、台東、澎湖為1級 nownews
- 阿華田機智豆被台北市衛生局驗出其中2批的仙人掌桿菌超出標準值，要求業者下架回收。（有效日期2010年5月11日，2010年8月10日的這2批）自由時報[] - nownews

## 7月13日
- 台北地方法院，裁定第三度延押前總統陳水扁，再延押2個月。nownews（页面存档备份，存于）
- 率眾將一名男子打成重傷的一名嫌犯，依殺人未遂罪嫌送辦卻被釋回後，釋放當天就涉嫌與另一名男子輪流性侵害蹺家投靠的少女，再度被捕。自由時報

## 7月12日
- 軍事冤獄賠償，申請截止日。nownews（页面存档备份，存于）

## 7月10日
- 通車不滿一週的台北捷運內湖線，下午機電通訊系統大當機，導致木柵內湖線全線停駛，停擺時甚至有三列車「掛點」在站間，估計有七百多名乘客被迫在高架軌道上徒步走進車站，險象環生。自由時報

## 7月4日
台北捷運內湖線由（中山國中→ → → 南港展覽館）14：00 pm ，本日「之」正式加入營運。

## 7月3日
- 台灣蘋果日報報導，馬政府的中國觀光客（大陸居民赴台旅遊）政見在這一年的結果算是失敗，多數業者得不償失，包括帳款積欠問題嚴重、來台人數暴起暴落造成遊覽車閒置及不足問題等。蘋果日報

## 7月1日
- 今日加權股價指數收盤行情：

 上漲146.81點／成交價：6578.97點／成交量：新台幣1055.32億元